# Serie A 2008-2009 (hockey su ghiaccio)
La Serie A 2008-2009 di hockey su ghiaccio è stata la 75ª edizione del massiomo campionato italiano, ed è stata organizzata dalla Federazione Italiana Sport del Ghiaccio e dalla Lega Italiana Hockey Ghiaccio.

## Le squadre
La massima serie vede iscritte otto squadre: i più volte campioni d'Italia dei Vipers Milano sono infatti stati sciolti per volontà del presidente Alvise di Canossa. Le squadre sono dunque:
| Asiago                       | Fassa Falcons |
| Alleghe                      | Ritten-Renon  |
| Bolzano - Campione in carica | Pontebba      |
| Cortina                      | Val Pusteria  |

## La formula
Viene cambiata, rispetto alla stagione precedente, anche la formula: triplo girone di andata e ritorno (3 punti alla vincente nei tempi regolamentari, 2 punti alla vincente dopo i supplementari o i rigori, 1 punto alla sconfitta ai supplementari o rigori), con divisione per 3 per difetto dei punti al termine del secondo girone; le prime quattro squadre al termine dei gironi accedono ai play-off con semifinali e finale al meglio delle 7 gare; le squadre classificate agli ultimi quattro posti accedono ai play-out, con gare al meglio delle 5 gare; le due squadre sconfitte si incontrano al meglio delle 5 gare, con la vincente al 7º posto e la perdente allo spareggio con la vincitrice della Serie A2 per un posto nella Serie A 2009-10.

## Regular season

### Prima fase
La prima fase comprende i primi due gironi all'italiana di andata e ritorno.

#### Primo girone
L'andata del primo girone vide il Cortina dominare, 20 punti in 7 incontri, senza perdere neanche una partita. I bellunesi dimostravano di aver completamente superato le difficoltà della stagione precedente: avevano infatti il miglior attacco e la miglior difesa. In crisi invece è l'Asiago che dopo le prime due vittorie nelle due giornate inaugurali perdeva 5 incontri consecutivi ritrovandosi ultimo per poi risalire fino a metà classifica. I campioni in carica dell'HC Bolzano e i vice-campioni del Renon si confermavano invece nelle prime posizioni.
Nel ritorno, il Bolzano - pur perdendo ai rigori lo scontro diretto - gradualmente si faceva sotto al Cortina fino ad agganciarlo in vetta a due giornate dal termine ed a superarlo nell'ultima giornata (32 punti contro 31). Terza forza al termine del primo girone restava il Renon, ma più distanziato coi suoi 24 punti. Regnava invece l'equilibrio in coda con le altre cinque squadre racchiuse in 5 punti: Alleghe 19, Fassa 18, Val Pusteria e Asiago 15, Pontebba 14.
|                  |                         |                        |                       |                  |                         |                       |                       |                         |
| Teams            | Alleghe                 | Asiago                 | Bolzano               | Cortina          | Fassa                   | Pontebba              | Renon                 | Val Pusteria            |
| Alleghe HC       |                         | 2:3 d.t.s. (1/11/2008) | 2:4 (27/09/2008)      | 4:6 (25/10/2008) | 5:4 d.t.s. (04/10/2008) | 1:2 (18/10/2008)      | 5:4 d.r. (13/11/2008) | 4:0 (16/10/2008)        |
| Asiago Hockey AS | 0:3 (09/10/2008)        |                        | 1:2 (16/10/2008)      | 2:4 (18/10/2008) | 4:3 (13/11/2008)        | 5:3 (02/10/2008)      | 1:3 (30/10/2008)      | 2:1 (27/09/2008)        |
| HC Bolzano       | 3:0 (23/10/2008)        | 4:1 (15/11/2008)       |                       | 2:4 (11/10/2008) | 4:0 (18/11/2008)        | 5:1 (28/10/2008)      | 4:3 d.r. (09/10/2008) | 5:4 d.r. (02/10/2008)   |
| SG Cortina       | 6:4 (02/10/2008)        | 3:2 d.r. (20/11/2008)  | 2:1 d.r. (13/11/2008) |                  | 5:2 (16/10/2008)        | 6:2 (1/11/2008)       | 5:4 d.r. (27/09/2008) | 4:5 d.t.s. (30/10/2008) |
| SHC Fassa        | 2:4 (30/10/2008)        | 3:2 (11/10/2008)       | 5:2 (18/10/2008)      | 5:2 (15/11/2008) |                         | 7:1 (23/10/2008)      | 2:1 (02/10/2008)      | 0:4 (09/10/2008)        |
| SG Pontebba      | 1:3 (20/11/2008)        | 1:2 (25/10/2008)       | 2:5 (04/10/2008)      | 0:5 (09/10/2008) | 7:3 (27/09/2008)        |                       | 6:2 (16/10/2008)      | 7:4 (13/11/2008)        |
| SV Renon         | 6:4 (11/10/2008)        | 6:3 (04/10/2008)       | 1:5 (1/11/2008)       | 3:1 (23/10/2008) | 4:1 (25/10/2008)        | 6:2 (15/11/2008)      |                       | 4:0 (18/10/2008)        |
| HC Val Pusteria  | 4:5 d.t.s. (15/11/2008) | 10:2 (23/10/2008)      | 3:5 (25/10/2008)      | 3:4 (04/10/2008) | 3:4 d.r. (1/11/2008)    | 2:3 d.r. (11/10/2008) | 7:6 (20/11/2008)      |                         |

Legenda: d.t.s.= dopo i tempi supplementari; d.r.= dopo i tiri di rigore

#### Secondo girone
Il Cortina, nell'andata del secondo girone, è tornato in testa da solo ed anzi lo ha chiuso con sei punti di vantaggio sul Bolzano secondo (52 a 46), vincendo anche lo scontro diretto al Palaonda, giocato pochi giorni dopo la vittoria degli altoatesini nel girone di Continental Cup, che per la prima volta li ha qualificati alla fase finale di una competizione europea. Quest'impresa era riuscita fino ad allora, fra le compagini italiane, solo ai Milano Vipers (per tre volte in Continental Cup, miglior risultato un secondo posto) e al Varese (una volta in Federation Cup, avventura conclusa con l'unica vittoria italiana di un trofeo continentale). Il Renon si è confermato terza forza con 40 punti. Più equilibrata era invece la coda della classifica con le altre 5 compagini raccolte in 4 punti, dai 25 dell'Alleghe ai 21 dell'Asiago fanalino di coda.

Nel ritorno il Cortina ha allungato sulle due inseguitrici Bolzano e Renon, mentre la lotta per la quarta piazza si è risolta per un punto in favore del Val Pusteria sull'Asiago. Più distanti le altre tre compagini, con il Fassa ultimo. I distacchi sono stati tuttavia ridotti: al termine della prima fase, infatti, i punti sono stati divisi per tre (e arrotondati per difetto).
|                  |                         |                       |                         |                         |                         |                         |                         |                  |
| Teams            | Alleghe                 | Asiago                | Bolzano                 | Cortina                 | Fassa                   | Pontebba                | Renon                   | Val Pusteria     |
| Alleghe HC       |                         | 2:4 (26/12/2008)      | 1:6 (02/12/2008)        | 1:3 (20/12/2008)        | 3:2 d.t.s. (29/11/2008) | 3:4 d.t.s. (13/12/2008) | 1:3 (28/12/2008)        | 3:5 (16/12/2008) |
| Asiago Hockey AS | 2:4 (04/12/2008)        |                       | 5:4 d.t.s. (30/12/2008) | 1:5 (13/12/2008)        | 4:2 (28/12/2008)        | 2:3 d.r. (27/11/2008)   | 7:4 (23/12/2008)        | 3:5 (22/11/2008) |
| HC Bolzano       | 5:4 (18/12/2008)        | 2:3 d.r. (16/12/2008) |                         | 2:4 (06/12/2008)        | 5:2 (02/01/2009)        | 5:1 (23/12/2008)        | 5:4 d.t.s. (04/12/2008) | 4:3 (27/11/2008) |
| SG Cortina       | 7:2 (27/11/2008)        | 2:1 d.r. (02/01/2009) | 4:5 d.t.s. (28/12/2008) |                         | 7:2 (16/12/2008)        | 5:2 (04/12/2008)        | 3:2 (22/11/2008)        | 5:4 (23/12/2008) |
| SHC Fassa        | 4:5 d.r. (23/12/2008)   | 1:4 (06/12/2008)      | 2:4 (13/12/2008)        | 3:4 (30/12/2008)        |                         | 2:5 (18/12/2008)        | 3:5 (27/11/2008)        | 2:4 (04/12/2008) |
| SG Pontebba      | 3:7 (02/01/2009)        | 0:1 (20/12/2008)      | 3:4 d.r. (29/11/2008)   | 1:2 (26/12/2008)        | 0:1 (22/11/2008)        |                         | 1:2 (16/12/2008)        | 5:9 (28/12/2008) |
| SV Renon         | 4:1 (06/12/2008)        | 4:3 (29/11/2008)      | 3:2 d.r. (26/12/2008)   | 4:5 d.t.s. (18/12/2008) | 7:0 (20/12/2008)        | 9:2 (30/12/2008)        |                         | 3:1 (13/12/2008) |
| HC Val Pusteria  | 2:3 d.t.s. (30/12/2008) | 7:0 (18/12/2008)      | 6:3 (20/12/2008)        | 3:6 (29/11/2008)        | 5:2 (26/12/2008)        | 1:2 (06/12/2008)        | 2:3 (02/01/2009)        |                  |

Legenda: d.t.s.= dopo i tempi supplementari; d.r.= dopo i tiri di rigore

#### Classifica prima fase
Legenda: PG = partite giocate; V = vittorie conseguite nei tempi regolamentari; VOT= vittorie conseguite ai tempi supplementari o ai rigori; POT = sconfitte subite ai tempi supplementari o ai rigori; P = sconfitte subite nei tempi regolamentari; GF = reti segnate; GS = reti subite

### Seconda fase
Al termine delle prime due fasi il punteggio in classifica delle squadre è stato diviso per tre (arrotondato per difetto), e le squadre si sono incontrate in un ultimo girone di andata e ritorno.
Le prime quattro della prima fase si sono poi confermate anche nella seconda, ma si sono scambiate di posizione prima e terza in classifica. Tutte e tre le squadre altoatesine (SV Renon, HC Bolzano e HC Val Pusteria) hanno avuto dunque accesso ai play-off insieme col Cortina.

#### Terzo girone
|                  |                  |                         |                         |                       |                       |                   |                       |                         |
| Teams            | Alleghe          | Asiago                  | Bolzano                 | Cortina               | Fassa                 | Pontebba          | Renon                 | Val Pusteria            |
| Alleghe HC       |                  | 1:5 (19/02/2009)        | 4:7 (04/01/2009)        | 1:3 (12/02/2009)      | 7:3 (08/01/2009)      | 3:1 (20/01/2009)  | 3:2 d.r. (21/02/2009) | 5:4 (17/01/2009)        |
| Asiago Hockey AS | 6:3 (10/01/2009) |                         | 2:4 (17/02/2009)        | 4:3 (20/01/2009)      | 1:5 (21/02/2009)      | 7:5 (06/01/2009)  | 2:6 (14/02/2009)      | 2:3 d.r. (04/01/2009)   |
| HC Bolzano       | 3:5 (27/01/2009) | 5:4 (26/02/2009)        |                         | 6:4 (13/01/2009)      | 5:0 (28/02/2009)      | 12:5 (14/02/2009) | 0:1 (10/01/2009)      | 6:2 (06/01/2009)        |
| SG Cortina       | 2:7 (06/01/2009) | 6:1 (28/02/2009)        | 2:5 (21/02/2009)        |                       | 3:2 d.r. (17/01/2009) | 2:1 (10/01/2009)  | 3:4 d.r. (27/01/2009) | 3:1 (14/02/2009)        |
| SHC Fassa        | 2:1 (14/02/2009) | 2:3 d.r. (15/01/2009)   | 3:4 d.t.s. (21/01/2009) | 3:5 (26/02/2009)      |                       | 2:1 (27/01/2009)  | 5:7 (06/01/2009)      | 2:4 (10/01/2009)        |
| SG Pontebba      | 1:3 (28/02/2009) | 5:2 (12/02/2009)        | 2:1 d.r. (08/01/2009)   | 4:3 d.r. (19/02/2009) | 2:3 (04/01/2009)      |                   | 2:7 (17/01/2009)      | 5:1 (22/02/2009)        |
| Renon Hockey     | 4:2 (15/01/2009) | 2:3 d.t.s. (08/01/2009) | 5:2 (19/02/2009)        | 3:4 d.r. (04/01/2009) | 4:1 (12/02/2009)      | 6:1 (26/02/2009)  |                       | 3:4 d.t.s. (20/01/2009) |
| HC Valpusteria   | 2:1 (26/02/2009) | 3:2 (27/01/2009)        | 5:3 (12/02/2009)        | 2:0 (08/01/2009)      | 4:2 (19/02/2009)      | 5:2 (15/01/2009)  | 5:2 (28/02/2009)      |                         |

#### Classifica seconda fase
|    |              |       |                   |                   |                   |                   |                   |                   |                   |                  |                  |                  |                  |                  |                  |                  |             |
|    | Squadre      | Punti | Ris. Seconda fase | Ris. Seconda fase | Ris. Seconda fase | Ris. Seconda fase | Ris. Seconda fase | Ris. Seconda fase | Ris. Seconda fase | Ris. Complessivi | Ris. Complessivi | Ris. Complessivi | Ris. Complessivi | Ris. Complessivi | Ris. Complessivi | Ris. Complessivi | Pt. 1ª fase |
| PG | Squadre      | Punti | V                 | VOT               | POT               | P                 | GF                | GS                | PG                | V                | VOT              | POT              | P                | GF               | GS               |                  | Pt. 1ª fase |
| 1. | Renon        | 48    | 14                | 8                 | 1                 | 4                 | 1                 | 56                | 37                | 42               | 24               | 2                | 9                | 7                | 166              | 119              | 18          |
| 2. | Bolzano      | 46    | 14                | 8                 | 1                 | 1                 | 4                 | 63                | 44                | 42               | 23               | 6                | 5                | 8                | 170              | 118              | 19          |
| 3. | Cortina      | 44    | 14                | 5                 | 2                 | 2                 | 5                 | 43                | 44                | 42               | 24               | 7                | 4                | 7                | 162              | 116              | 23          |
| 4. | Val Pusteria | 39    | 14                | 8                 | 1                 | 1                 | 4                 | 44                | 39                | 42               | 18               | 2                | 6                | 16               | 150              | 138              | 12          |
| 5. | Asiago       | 30    | 14                | 4                 | 3                 | 0                 | 7                 | 45                | 52                | 42               | 13               | 6                | 3                | 20               | 115              | 145              | 12          |
| 6. | Alleghe      | 30    | 14                | 6                 | 1                 | 0                 | 7                 | 46                | 45                | 42               | 12               | 7                | 2                | 21               | 132              | 144              | 10          |
| 7. | Fassa        | 22    | 14                | 4                 | 0                 | 3                 | 7                 | 35                | 51                | 42               | 10               | 1                | 6                | 25               | 104              | 161              | 7           |
| 8. | Pontebba     | 18    | 14                | 2                 | 2                 | 0                 | 10                | 37                | 57                | 42               | 8                | 5                | 1                | 28               | 107              | 166              | 8           |

Legenda: PG = partite giocate; V = vittorie conseguite nei tempi regolamentari; VOT= vittorie conseguite ai tempi supplementari o ai rigori; POT = sconfitte subite ai tempi supplementari o ai rigori; P = sconfitte subite nei tempi regolamentari; GF = reti segnate; GS = reti subite; Pt. 1ª fase = punteggio di partenza della seconda fase, pari al punteggio ottenuto nella prima fase diviso tre ed arrotondato per difetto

## Terza Fase

### Play-out
Le squadre classificate dal quinto all'ottavo posto al termine della seconda fase hanno dovuto disputare i play-out per non retrocedere. Le squadre si sono affrontate nelle semifinali secondo lo schema 5a vs 8a, 6a vs 7a. Le squadre uscite vittoriose dalla serie erano salve, le sconfitte si affrontavano nella finale per il settimo posto. La squadra vincitrice della finale era salva, la sconfitta doveva affrontare la vincitrice della Serie A2 per evitare la retrocessione. Tutte le serie si sono disputate al meglio delle cinque gare.
|  | Semifinali 5º/8º posto | Semifinali 5º/8º posto | Semifinali 5º/8º posto | Semifinali 5º/8º posto | Semifinali 5º/8º posto | Semifinali 5º/8º posto | Semifinali 5º/8º posto |  |  | Finale per il 7º posto | Finale per il 7º posto | Finale per il 7º posto | Finale per il 7º posto | Finale per il 7º posto | Finale per il 7º posto | Finale per il 7º posto |  |
|  |                        |                        |                        |                        |                        |                        |                        |  |  |                        |                        |                        |                        |                        |                        |                        |  |
|  | 6                      | Alleghe HC             | 4                      | 3                      | 3                      | 3                      | 6                      |  |  |                        |                        |                        |                        |                        |                        |                        |  |
|  | 7                      | SHC Fassa              | 3                      | 1                      | 5                      | 6                      | 3                      |  |  | 7                      | SHC Fassa              | SHC Fassa              | 4                      | 2                      | 3                      | 1                      |  |
|  | 5                      | Asiago Hockey AS       | Asiago Hockey AS       | Asiago Hockey AS       | 6                      | 4                      | 5                      |  |  | 8                      | SG Pontebba            | SG Pontebba            | 2                      | 4                      | 4                      | 4                      |  |
|  | 8                      | SG Pontebba            | SG Pontebba            | SG Pontebba            | 3                      | 3                      | 3                      |  |  |                        |                        |                        |                        |                        |                        |                        |  |

#### Semifinali play-out
Serie al meglio delle 5 gare.
Gara 1
| 3 marzo 2009 Ore 20:30 | Asiago Hockey AS 01:05 F. Benetti (N. Plastino, A. Tuzzolino) 05:22 J. Parco (M. Presti, D. Borrelli) 25:23 N. Tessari (T. Johnson, D. Pegoraro) 44:34 M. Tessari (D. Pegoraro, T. Johnson) 48:51 N. Plastino (F. Benetti) | 6-3 (2-2; 1-1; 3-0) Serie: 1-0 | SG Pontebba 03:23 G. Tomasello (D. Sparre) 11:24 A. Aquino (F. Faggioni, M. Ciresa) 34:25 A. Koivisto (K. Bolibruck, L. Rigoni) | Palazzo del Ghiaccio Odegar, Asiago Spettatori: 450 |
| 3 marzo 2009 Ore 20:30 | Alleghe HC 14:42 N. Bilotto (M. Jacobsen, M. Chitarroni) 29:48 J. Sjödell Wiklander (D. Veggiato, C. Lorenzi) 35:22 M. Jacobsen (M. Chitarroni, J. Sjödell Wiklander) 50:04 D. Jamieson (N. Bilotto, P. Giallonardo)       | 4-3 (1-1; 2-1; 1-1) Serie: 1-0 | SHC Fassa 02:12 D. Piffer (D. Iori, R. Locatin) 29:36 O. Fussey 52.18 O. Fussey (J. Pemberton, S. Reynolds)                     | Stadio Alvise De Toni, Alleghe Spettatori: 384      |

Gara 2
| 5 marzo 2009 Ore 20:30 | SG Pontebba 07:17 S. Margoni (A. Aquino) 30:41 A. Rajcak (K. Bolibruck, L. Rigoni) 42:53 K. Bolibruck (L. Rigoni, A. Aquino) | 3-4 (1-2; 1-1; 1-1) Serie: 0-2 | Asiago Hockey AS 10:16 N. Plastino (A. Tuzzolino, M. Lehtinen) 13:37 M. Tessari (D. Pegoraro, M. Lehtinen) 28:17 D. Pegoraro (M. De Marchi, M. Tessari) 40:44 A. Tuzzolino (L. Aquino, M. De Marchi) | PalaVuerich, Pontebba Spettatori: 800                                |
| 5 marzo 2009 Ore 20:30 | SHC Fassa 33:54 J. Pemberton (J. Paul, L. Felicetti)                                                                         | 1-3 (0-1; 1-2; 0-0) Serie: 0-2 | Alleghe HC 06:39 J. Sjödell Wiklander (D. Veggiato) 27:28 D. Veggiato (M. Chitarroni, J. Sjödell Wiklander) 36:55 S. Sutter (F. Fontanive, J. Jamieson)                                              | Stadio del Ghiaccio Gianmario Scola, Alba di Canazei Spettatori: 745 |

Gara 3
| 7 marzo 2009 Ore 20:30 | Asiago Hockey AS 10:21 A. Tuzzolino (M. De Marchi, L. Aquino) 21:31 N. Plastino (A. Tuzzolino, L. Aquino) 25:28 J. Parco (M. De Marchi, T. Johnson) 44:08 D. Borrelli (L. Aquino) 54:40 A. Tuzzolino (L. Aquino, D. Pegoraro) | 5-3 (1-1; 2-1; 2-1) Serie: 3-0 | SG Pontebba 08:11 D. Sparre (A. Rajkak, F. Guenette) 35:10 L. Rigoni (P. Rizzo, G. Tommasello) 57:28 M. Ciresa (F. Armani, F. Faggioni)                                                                                             | Palazzo del Ghiaccio Odegar, Asiago Spettatori: 1200 |
| 7 marzo 2009 Ore 20:30 | Alleghe HC 02:54 M. Chitarroni (J. Sjödell Wiklander, D. Veggiato) 33:33 M. De Toni (M. Da Tos, M. Jacobsen) 37:06 C. Lorenzi (N. Bilotto, M Jacobsen)                                                                        | 3-5 (1-2; 2-2; 0-1) Serie: 2-1 | SHC Fassa 03:17 P. Nicolao (J. Desrochers, J. Van Hoof) 11:00 J. Van Hoof (O. Fussey, R. Locatin) 28:05 D. Iori (L. Felicetti, D. Piffer) 30:48 O. Fussey (S. Reynolds, L. Felicetti) 40:33 S. Reynolds (J. Van Hoof, S. Marchetti) | Stadio Alvise De Toni, Alleghe Spettatori: 414       |

Gara 4
| 10 marzo 2009 Ore 20:30 | SHC Fassa 07:24 T. Dantone (R. Locatin, J. Desrochers) 18:50 S. Reynolds (R. Locatin, O. Fussey) 25:28 J. Desrochers (F. Caisse, L. Davidsson) 29:16 D. Iori (D. Piffer) 37:58 O. Fussey (L. Felicetti) 54:27 F. Caisse (J. Van Hoof, J. Desrochers) | 6-3 (2-2; 3-1; 1-0) Serie: 2-2 | Alleghe HC 04:03 D. Jamieson (S. Sutter, F. Fontanive) 16:57 N. Bilotto (J. Jamieson, S. Sutter) 32:54 M. Da Tos (N. Bilotto) | Stadio del Ghiaccio Gianmario Scola, Alba di Canazei Spettatori: 467 |

Gara 5
| 12 marzo 2009 Ore 20:30 | Alleghe HC 2:43 L. De Toni (M. De Toni, N. Fontanive) 16:16 M. Jacobsen (S. Sutter, M. Chitarroni) 34:22 L. De Toni (N. Fontanive, M. De Toni) 36:24 M. Chitarroni (J. Sjödell Wiklander, L. De Toni) 40:27 M. Chitarroni (D. Veggiato, J. Sjödell Wiklander) 51:54 M. De Toni (L. De Toni, A. Fontanive) | 6-3 (2-1; 2-0; 2-2) Serie: 3-2 | SHC Fassa 00:24 S. Reynolds (L. Felicetti) 42:07 S. Marchetti (L. Davidsson) 49:55 F. Caisse (J. Van Hoof, J. Desrochers) | Stadio Alvise De Toni, Alleghe Spettatori: 315 |

Asiago Hockey AS e Alleghe Hockey Club si salvano.

#### Finale per il 7º posto
Gara 1
| 14 marzo 2009 Ore 20:30 | SHC Fassa 03:33 S. Reynolds (O. Fussey) 19:44 D. Iori (S. Reynolds, R. Locatin) 37:40 O. Fussey (S. Marchetti, L. Felicetti) 59:57 S. Reynolds | 4-2 (2-1; 1-1; 1-0) Serie: 1-0 | SG Pontebba 01:14 A. Rajcak (M. Stepanek, F. Guenette) 23:14 D. Sparre (M. Stepanek) | Stadio del Ghiaccio Gianmario Scola, Alba di Canazei Spettatori: 750 |

Gara 2
| 17 marzo 2009 Ore 20:30 | SG Pontebba 14:33 G. Tomasello (F. Armani, L. Rigoni) 15:58 D. Sparre (F. Guenette, A. Koivisto) 27:41 D. Sparre (M. Stepanek, J. Gustafsson) 30:32 F. Guenette (A. Rajcak, M. Stepanek) | 4-2 (2-0; 2-2; 0-0) Serie: 1-1 | SHC Fassa 34:17 O. Fussey (J. Paul, S. Marchetti) 38:18 S. Reynolds (L. Felicetti, O. Fussey) | PalaVuerich, Pontebba Spettatori: 800 |

Gara 3
| 19 marzo 2009 Ore 20:30 | SHC Fassa 27:02 S. Marchetti) (D. Piffer, R. Locatin) 32:16 J. Paul (F. Caisse, L. Davidsson) 57:28 J. van Hoof (F. Caisse, J. Desrochers) | 3-4 (0-2; 2-0; 1-2) Serie: 1-2 | SG Pontebba 04:43 S. Marchetti (M. Ciresa, F. Faggioni) 19:00 A. Rajcak (K. Bolibruck) 40:26 F. Faggioni (S. Margoni) 55:15 K. Bolibruck (F. Guenette) | Stadio del Ghiaccio Gianmario Scola, Alba di Canazei Spettatori: 538 |

Gara 4
| 21 marzo 2009 Ore 20:30 | SG Pontebba 09:59 A. Rajcak (F. Armani, F. Guenette) 16:39 G. Tomasello (P. Rizzo, L. Rigoni) 24:58 M. Ciresa (S. Margoni, F. Faggioni) 59:42 A. Rajcak (F. Armani, G. Tomsello) | 4-1 (2-0; 1-1; 1-0) Serie: 3-1 | SHC Fassa 21:27 L. Planchensteiner (L. Davidsson, J. Desrochers) | PalaVuerich, Pontebba Spettatori: 659 |

Lo Sport Ghiaccio Pontebba conclude al settimo posto. Lo Sportiva Hockey Club Fassa allo spareggio con la vincente della Serie A2, i Vipiteno Broncos.

### Play-off
Le prime quattro squadre qualificate al termine della seconda fase (SV Renon, HC Bolzano, SG Cortina e HC Val Pusteria) si sono affrontate nei play-off scudetto. Gli accoppiamenti delle semifinali sono stati decisi secondo lo schema 1a vs 4a e 2a vs 3a. Tutte le serie si sono disputate al meglio delle sette gare.
|  | Semifinali | Semifinali      | Semifinali      | Semifinali      | Semifinali | Semifinali | Semifinali | Semifinali | Semifinali |  |  | Finale | Finale     | Finale     | Finale     | Finale     | Finale | Finale | Finale | Finale |  |
|  |            |                 |                 |                 |            |            |            |            |            |  |  |        |            |            |            |            |        |        |        |        |  |
|  | 1          | SV Renon        | SV Renon        | SV Renon        | 7          | 2          | 6          | 3          | 6          |  |  |        |            |            |            |            |        |        |        |        |  |
|  | 4          | HC Val Pusteria | HC Val Pusteria | HC Val Pusteria | 3          | 3          | 2          | 1          | 2          |  |  | 1      | SV Renon   | SV Renon   | SV Renon   | SV Renon   | 2      | 0      | 2      | 3      |  |
|  | 2          | HC Bolzano      | HC Bolzano      | HC Bolzano      | HC Bolzano | 3          | 5          | 4          | 4          |  |  | 2      | HC Bolzano | HC Bolzano | HC Bolzano | HC Bolzano | 4      | 1      | 3      | 7      |  |
|  | 3          | SG Cortina      | SG Cortina      | SG Cortina      | SG Cortina | 1          | 2          | 3          | 3          |  |  |        |            |            |            |            |        |        |        |        |  |

#### Semifinali
Gara 1
| 3 marzo 2009 Ore 20:30 | SV Renon 03:17 S. Mather (S. Mifsud, M. Smith) 05:30 M. Hafner (D. Tudin, N. Corbeil) 06:42 S. Mifsud (M. Smith, S. Mather) 08:47 M. Smith (K. Astashenko, S. Mather) 19:44 G. Scandella (N. Corbail, D. Tudin) 30:40 N. Corbeil (D. Tudin, G. Scandella) 36.50 M. Smith (I. Gruber, S. Mifsud) | 7-3 (5-0; 2-1; 0-2) Serie: 1-0 | HC Val Pusteria 26.34 J. Vodrazka (P. Iannone, B. Bernakevitch) 45:35 P. Iannone (G. Barber, M. Alatalo) 48:27 P. Iannone (M. Alatalo, C. Mair) | Arena Ritten, Collalbo Spettatori: 1200 |
| 3 marzo 2009 Ore 20:30 | HC Bolzano 12:11 C. Fraser (K. Corupe, C. Borgatello) 14:30 R. Jardine (J. Pittis, A. Egger) 52:49 V. Ignatievs (K. Corupe, C. Borgatello) | 3-1 (2-1; 0-0; 1-0) Serie: 1-0 | SG Cortina 07:10 C. M. Wilde (M. Souza, J. Cullen)                                                                                              | Palaonda, Bolzano Spettatori: 1950      |

Gara 2
| 5 marzo 2009 Ore 20:30 | HC Val Pusteria 13:40 G. Watson (G. Barber, B. Bernakevitch) 39:32 B. Bernakevitch (G. Watson, C. Trevisani) 44:15 G. Watson (J. Vodrazka, G. Barber) | 3-2 (1-0; 1-1; 1-1) Serie: 1-1 | SV Renon 37:48 M. Smith (E. Scelfo, S. Mather) 59:43 G. Scandella (M. Smith, D. Tudin) | Leitner Solar Arena, Brunico Spettatori: 2500      |
| 5 marzo 2009 Ore 20:30 | SG Cortina 08:05 M. Souza (L. Da Corte, M. Strazzabosco) 50:46 J. Cullen (M. Souza, M. Kristoffersson)                                                | 2-5 (1-2; 0-1; 1-2) Serie: 0-2 | HC Bolzano 01:47 E. Dorigatti (R. Jardine, J. Pittis) 14:53 C. Frazer (R. Jardine, J. Pittis) 23:49 V. Ignatievs (A. Egger, J. Pittis) 58:11 S. Zisser (C. Fraser, J. Pittis) 59:11 F. Ramoser (K. Coroupe) | Stadio Olimpico, Cortina d'Ampezzo Spettatori: 700 |

Gara 3
| 7 marzo 2009 Ore 20:30 | SV Renon 01:54 D. Tudin (F. Ploner, I. Gruber) 10:15 N. Corbeil (M. Smith K. Astashenko) 19:38 G. Scandella (N. Corbeil, K. Astashenko) 36:45 G. Scandella (D. Tudin, M. Hafner) 46:01 G. Scandella (N. Corbeil, D. Tudin) 57:57 G. Scandella (I. Gruber, D. Tudin) | 6-2 (3-0; 1-1; 2-1) Serie: 2-1             | HC Val Pusteria 26:55 B. Bernakevitch (G. Barber, G. Watson) 43:56 G. Watson (G. Barber, B. Bernakevitch)                               | Arena Ritten, Collalbo Spettatori: 1600 |
| 7 marzo 2009 Ore 20:30 | HC Bolzano 14:31 R. Ramoser (J. Olson, V. Ignatievs) 51:11 R. Ramoser (A. Egger, P Häkkinen) 56:57 V. Ignatievs (R. Ramoser, C. Walcher) 67:56 K. Corupe (C. Fraser, D. Ceresa)                                                                                     | 4-3 d.t.s. (1-2; 0-1; 2-0; 1-0) Serie: 3-0 | SG Cortina 05:15 M. Souza (J. Cullen) 05:34 C. M. Wilde (G. De Bettin, M. Kristoffersson) 28:29 J. Cullen (S. Gallace, M. Strazzabosco) | Palaonda, Bolzano Spettatori: 2500      |

Gara 4
| 10 marzo 2009 Ore 20:30 | HC Val Pusteria 25:56 G. Barber (B. Bernakevitch, G. Watson)                                                                                     | 1-3 (0-1; 1-1; 0-1) Serie: 1-3             | SV Renon 05:02 N. Corbeil (K. Astashenko, D. Tudin) 36:53 E. Scelfo (M. Rasom, I. Demetz) 53:06 N. Corbeil (K. Astashenko, S. Mather)                                          | Leitner Solar Arena, Brunico Spettatori: 2070      |
| 10 marzo 2009 Ore 20:30 | SG Cortina 22:42 J. Cullen (M. Souza, R. Watson) 23:50 K. McLeod (L. Da Corte, R. Watson) 27:20 J. Krestanovich (M. Kristoffersson, C. M. Wilde) | 3-4 d.t.s. (0-1; 3-2; 0-0; 0-1) Serie: 0-4 | HC Bolzano 17:42 K. Corupe (C. Borgatello, J. Olson) 29:14 L. Ansoldi (R. Ramoser, D. Ceresa) 32:30 J. Olson (C. Borgatello, K. Corupe) 64:06 F. Ramoser (A. Egger, J. Pittis) | Stadio Olimpico, Cortina d'Ampezzo Spettatori: 856 |

Gara 5
| 12 marzo 2009 Ore 20:30 | SV Renon 07:22 G. Scandella (D. Tudin, K. Astashenko) 08:30 I. Gruber (M. Rasom, E. Scelfo) 27:51 N. Corbeil (G. Scandella, D. Tudin) 31:39 D. Tudin (N. Corbeil, K. Astashenko) 33:38 S. Mifsud (M. Rasom, S. Mather) 34:33 S. Mather (E. Scelfo, F. Ploner) | 6-2 (2-2; 4-0; 0-0) Serie: 4-1 | HC Val Pusteria 01:20 B. Bernakevitch (G. Watson, M. Jarmuth) 13:45 P. Iannone (M. Oberrauch, C. Mair) | Arena Ritten, Collalbo Spettatori: 1100 |

#### Finale scudetto
La finale è stata una riedizione di quella precedente, con le due compagini altoatesine di Renon e Bolzano a riaffrontarsi per l'assegnazione dello scudetto. Le due squadre si erano affrontate anche nella finale di Coppa Italia. Per il Renon è la terza finale in quattro anni, senza che tuttavia la squadra sia mai riuscita ad aggiudicarsi il titolo.
Gara 1
| 19 marzo 2009 Ore 20:30 | SV Renon 12:11 E. Scelfo (M. Smith, S. Mather) 41:48 K. Astashenko (S. Mather, M. Smith) | 2-4 (1-2; 0-1; 1-1) Serie: 0-1 | HC Bolzano 13:00 C. Fraser (C. Walcher, K. Corupe) 15:00 E. Dorigatti (V. Ignatievs, R. Ramoser) 22:28 J. Pittis (J. Olson, R. Jardine) 51:46 C. Fraser (K. Corupe) | Arena Ritten, Collalbo Spettatori: 1600 |

Gara 2
| 21 marzo 2009 Ore 20:30 | HC Bolzano 65:30 C. Fraser (C. Borgatello) | 1-0 d.t.s. (0-0; 0-0; 0-0; 1-0) Serie: 2-0 | SV Renon | Palaonda, Bolzano Spettatori: 4600 |

Gara 3
| 24 marzo 2009 Ore 20:30 | SV Renon 29:40 D. Tudin (F. Ploner, S. Mifsud) 55.42 K. Astashenko (M. Smith, S. Mather) | 2-3 d.t.s. (0-1; 1-0; 1-1; 0-1) Serie: 0-3 | HC Bolzano 12:04 C. Fraser (J. Olson) 51:10 J. Schaafsma (C. Fraser) 64:41 R. Ramoser | Arena Ritten, Collalbo Spettatori: 1300 |

Gara 4
| 26 marzo 2009 Ore 20:30 | HC Bolzano 02:16 S. Zisser (R. Ramoser, D. Ceresa) 03:19 J. Schaafsma (J. Pittis, J. Olson) 06:41 R. Ramoser (K. Corupe, D. Ceresa) 27:19 J. Olson (V. Ignatievs, J. Pittis) 47:12 C. Borgatello (J. Olson, K. Corupe) 49:51 E. Dorigatti (A. Egger, J. Olson) 57:01 K. Corupe | 7-3 (3-2; 1-1; 3-0) Serie: 4-0 | SV Renon 02:33 N. Corbeil (G. Scandella, D. Tudin) 10:05 E. Scelfo 29:30 S. Mather (M. Smith) | Palaonda, Bolzano Spettatori: 5300 |

L'Hockey Club Bolzano vince il suo diciottesimo scudetto, il secondo consecutivo. Per la prima volta riesce anche nel grande slam dell'hockey italiano, avendo vinto nella stessa stagione anche Coppa Italia e Supercoppa italiana, impresa riuscita solo all'HCJ Milano Vipers nel 2002-2003.

## Formazione Campione d'Italia
| Hockey Club Bolzano  | Hockey Club Bolzano | Hockey Club Bolzano | Hockey Club Bolzano |
| Giocatore            | Pos.                | Giocatore           | Pos.                |
| -------------------- | ------------------- | ------------------- | ------------------- |
| Pasi Häkkinen        | P                   | Andreas Bernard°    | P                   |
| Christian Borgatello | D                   | David Ceresa        | D                   |
| Sergejs Durdins      | D                   | Alexander Egger     | D                   |
| Viktors Ignatjevs#   | D                   | Leo Insam†          | D                   |
| Carl-Johan Johansson | D                   | Florian Ramoser     | D                   |
| Luca Ansoldi         | A                   | Anton Bernard°      | A                   |
| Fraser Clair#        | A                   | Kenny Corupe        | A                   |
| Nate DiCasmirro†     | A                   | Enrico Dorigatti    | A                   |
| Ryan Jardine         | A                   | Josh Olson          | A                   |
| Jonathan Pittis      | A                   | Roland Ramoser      | A                   |
| Jamie Schaafsma#     | A                   | Stefan Unterkofler° | A                   |
| Christian Walcher    | A                   | Stefan Zisser       | A                   |
| Jari Helle           | All.                | Jamie Dumont        | 2° All.             |

Legenda: † = giocatore ceduto nel corso della stagione; # = giocatore arrivato a stagione in corso; ° = giocatore proveniente dal farm team (SV Caldaro)

## Statistiche individuali
| Pos. | Giocatore        | Squadra         | Punti | Gol | Assist |
| ---- | ---------------- | --------------- | ----- | --- | ------ |
| 1.   | Kenny Corupe     | HC Bolzano      | 84    | 35  | 49     |
| 2.   | Dan Tudin        | SV Renon        | 80    | 31  | 49     |
| 3.   | Nicolas Corbeil  | SV Renon        | 75    | 25  | 50     |
| 4.   | Greg Barber      | HC Val Pusteria | 68    | 27  | 41     |
| 5.   | Giulio Scandella | SV Renon        | 67    | 33  | 34     |

| Pos. | Giocatore        | Squadra         | Gol |
| ---- | ---------------- | --------------- | --- |
| 1.   | Kenny Corupe     | HC Bolzano      | 35  |
| 2.   | Giulio Scandella | SV Renon        | 33  |
| 3.   | Dan Tudin        | SV Renon        | 31  |
| 4.   | Kiel McLeod      | SG Cortina      | 29  |
| 5.   | Josh Olson       | HC Bolzano      | 27  |
| 5.   | Greg Barber      | HC Val Pusteria | 27  |

| Pos. | Giocatore       | Squadra         | Gol |
| ---- | --------------- | --------------- | --- |
| 1.   | Nicolas Corbeil | SV Renon        | 50  |
| 2.   | Kenny Corupe    | HC Bolzano      | 49  |
| 2.   | Dan Tudin       | SV Renon        | 49  |
| 4.   | Greg Barber     | HC Val Pusteria | 41  |
| 4.   | Greg Watson     | HC Val Pusteria | 41  |

| Giocatore         | Squadra             | PG | SVG   | GA  | GAA | SO |
| ----------------- | ------------------- | -- | ----- | --- | --- | -- |
| Daniel Bellissimo | Asiago Hockey AS    | 43 | 91,0% | 131 | 3,0 | 2  |
| Frédéric Cloutier | SV Renon            | 49 | 90,6% | 124 | 2,5 | 5  |
| Jeff Maund        | SG Cortina          | 44 | 90,2% | 118 | 2,7 | 2  |
| Pasi Häkkinen     | HC Bolzano          | 47 | 89,9% | 113 | 2,4 | 4  |
| Thomas Tragust    | SHC Fassa           | 48 | 88,4% | 160 | 3,3 | 1  |
| Andrea Carpano    | SG Pontebba         | 40 | 87,1% | 140 | 3,5 | 2  |
| Phil Groeneveld   | Hockey Club Alleghe | 45 | 86,0% | 148 | 3,3 | 2  |
| Tuomas Nissinen   | HC Val Pusteria     | 34 | 85,1% | 110 | 3,2 | 3  |

Note: Per i portieri, vengono presi in considerazione solo quelli che hanno giocato almeno metà degli incontri
Legenda: PG = partite giocate; SVG = percentuale di tiri parati; GA = gol subiti; GAA = media gol subiti; SO = shoot out
Fonte: LIHG ()